# Ruisseau de Saint-Antoine
Pour les articles homonymes, voir Ruisseau de Saint-Antoine (homonymie).
Le ruisseau de Saint-Antoine est une rivière française du département Corse-du-Sud de la région Corse et un affluent droit du fleuve le Rizzanese.

## Géographie

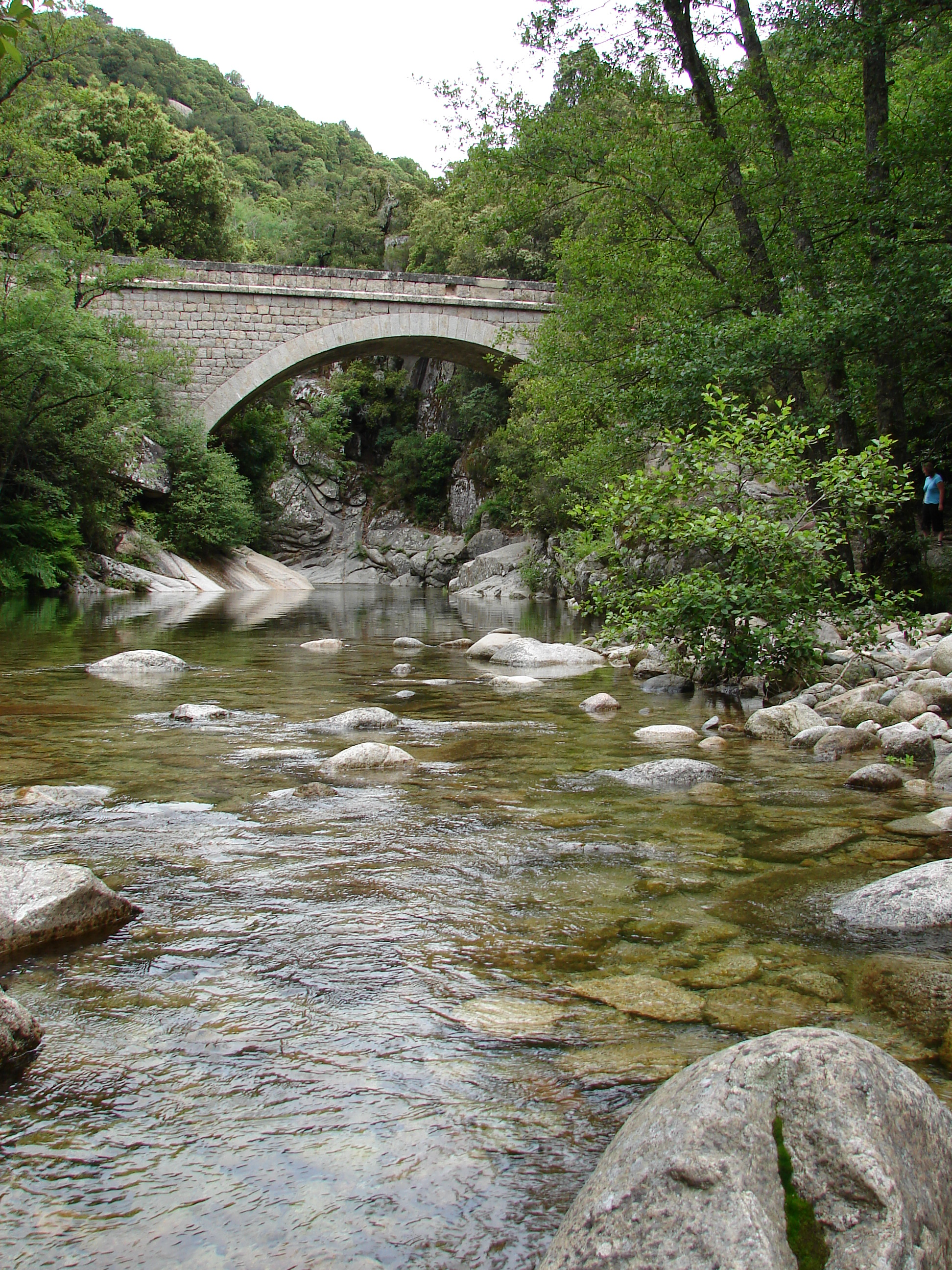
Ruisseau de Saint-Antoine sur Zonza.

D'une longueur de 19,2 kilomètres, le ruisseau de Saint-Antoine prend sa source sur la commune de Quenza à l'altitude 1 800 mètres, à un kilomètres environ à l'est de l'Incudine (2 134 m), entre les lieux-dits la crête de Concatellu et Bocca d'Asinau. Dans sa partie haute, pour Géoportail, il s'appelle aussi le ruisseau de Criviscia puis le ruisseau d'Asinau.
Il coule globalement du nord vers le sud.
Il conflue sur la commune de Zonza, à l'altitude 568 mètres, pratiquement au croisement des quatre communes de San-Gavino-di-Carbini, Levie, Zonza et Quenza.

### Communes et cantons traversés
Dans le seul département de la Corse-du-Sud, le ruisseau de Saint-Antoine traverse les deux communes, suivantes, dans le sens amont vers aval, de Quenza (source), Zonza (confluence).
Soit en termes de cantons, le ruisseau de Saint-Antoine prend source dans le canton de Tallano-Scopamène, traverse et conflue dans le canton de Levie, le tout dans l'arrondissement de Sartène.

### Bassin versant
Le ruisseau de Saint-Antoine traverse une seule zone hydrographique « Le Rizzanese de sa source au ruisseau de Codi inclus » (Y880) de 116 km2 de superficie. Ce bassin versant est constitué à 91,12 % de « forêts et milieux ami-naturels », à 8,63 % de « territoires agricoles ».

### Organisme gestionnaire
L'organisme gestionnaire est le Comité de bassin de Corse, depuis la loi corse du 22 janvier 2002.

## Affluents
Le ruisseau de Saint-Antoine a quatorze affluents référencés :
- le ruisseau d'Altagnoli (rd[note 2]), 2,9 km sur la seule commune de Quenza.
- le ruisseau de Saparellu (rd), 1,8 km sur la seule commune de Quenza.
- le ruisseau d'Acqua Dolce (rd), 1,6 km sur la seule commune de Quenza.
- le ruisseau d'Aja Murata (rg), 1,3 km sur la seule commune de Quenza.
- le ruisseau de Caracutu (rg), 2,4 km sur la seule commune de Quenza avec un affluent :
  - le ruisseau de Donicelli (rg), 1 km sur la seule commune de Quenza.
- le ruisseau de Ceca la Volpe (rg), 2,3 km entre les deux commune de Quenza et Zonza et prenant source au col de Bavella (1 218 m) près du sentier de grande randonnée GR 20.
- le ruisseau de Muralettu (rg), 2,5 km sur la seule commune de Zonza.
- le ruisseau de Titinella (rg), 1,1 km sur la seule commune de Zonza.
- le ruisseau d'Aja Martinu (rg), 1,2 km sur la seule commune de Zonza.
- le ruisseau de Scalella (rg), 1,3 km sur la seule commune de Zonza.
- le ruisseau de Paljacciu (rd), 1,4 km sur la seule commune de Quenza.
- le ruisseau de Tassu (rd), 2,2 km sur la seule commune de Quenza.
- le ruisseau de Cavadili (rg), 2,1 km sur la seule commune de Zonza.
- le ruisseau de Lavu Niellu et de Bavonu puis ruisseau de Monte Rasu en partie haute (rd), 5,7 km sur la seule commune de Quenza avec deux affluents :
  - le ruisseau de Giavinaccio (rg) 2,9 km sur la seule commune de Quenza.
  - le ruisseau de Truva (rd) 3 km sur la seule commune de Quenza avec un affluent :
    - le ruisseau de Vicciulega (rd) 1,2 km sur la seule commune de Quenza.

### Rang de Strahler
Le rang de Strahler est de quatre par le ruisseau de Lavu Niellu et de Bavonu, le ruisseau de Truva puis le ruisseau de Vicciulega.

## Aménagements  et écologie
Il a été érigé, dans les années 1980, une retenue sur la partie haute de la rivière (« l'Asinau ») dont la prise d'eau alimente par une conduite forcée le barrage de L'Ospédale. Une partie du débit de l'Asinau est donc détourné de la vallée du Rizzanèse au profit du versant est de l'Île (mer Tyrrhénienne).